# Continental Op
L'investigatore privato Continental Op è un personaggio creato dallo scrittore Dashiell Hammett e compare in 28 racconti e 2 romanzi, Piombo e sangue e Il bacio della violenza.
L'autore lo descrive come un cinquantenne sovrappeso e di bassa statura, dall'atteggiamento cinico ed indifferente ma estremamente efficace nel risolvere ogni genere di caso.

## Altri riferimenti al personaggio
Continental Op è anche il titolo della terza traccia dell'album Defender pubblicato nel 1987 da Rory Gallagher. La canzone è dedicata a Dashiell Hammett.
Nel 2003 il brano è stato reinterpretato dal gruppo italiano Via del blues nell'album Trouble Trouble.
| Controllo di autorità | J9U (EN, HE) 987007539291705171 |